# Black Devil Disco Club
Black Devil Disco Club, ou simplement Black Devil, est un projet musical de musique électronique français, originaire d'Asnières-sur-Seine, dans les Hauts-de-Seine. Il fut formé par Bernard Fèvre, qui a également publié d'autres compositions électroniques sous son propre nom et sous son pseudonyme Milpatte.

## Biographie

### Années 1970
Dans les années 1960, Bernard Fèvre, musicien français né en 1945 ou 1946, joue dans quelques groupes de pop, avant d'orienter sa carrière solo dans la musique électronique. La première parution de Bernard Fèvre avec le pseudonyme Black Devil est un EP de 6 titres, intitulé Disco Club et sorti en 1978. Le véritable nom de l'artiste et titre de l'EP sont ambigus ; les publications et même les sites officiels de l'artiste et de la maison d'édition utilisent Black Devil et Black Devil Disco Club de façon interchangeable[réf. nécessaire].
Les musiciens crédités sur la pochette sont Junior Claristidge (alias Bernard Fèvre) et Joachim Sherylee (alias Jacky Giordano). Dans une interview de 2007, Bernard Fèvre explique que Jacky Giordano n'avait pas de rôle musical : ce dernier a financé les enregistrements, et les crédits de co-écriture étaient un moyen pour lui de récupérer l'investissement.
L'EP de 1978 est réédité en 2004 par le label indépendant Rephlex, qui publie une « édition spéciale » incluant un remix de Timing, Forget the Timing par Kerrier District, alias Luke Vibert. En 2015, le label indépendant Alter K réédite les trois premiers albums de Bernard Fèvre, originellement parus respectivement en 1975, 1977 et 1978 : Suspense, Cosmos 2043 et Disco Club,.

### Retours sporadiques
Après le succès de la réédition, Bernard Fèvre recommence à produire de la musique, des concerts et relance le projet Black Devil Disco Club. Il sort plusieurs albums via la maison d'édition Lo Recordings : 28 After (2006), Black Devil in Dub (2007 ; remixes de chansons de 28 After), et Eight oh Eight (2008). Un nouvel album, Circus, est publié le 11 avril 2011, avec les invités Nancy Sinatra, Afrika Bambaataa, Faris Badwan (the Horrors), YACHT, Jon Spencer Blues Explosion), Aja Emma (Cosmétics), CocknBullKid, Nancy Fortune, et Nicolas Ker (Poni Hoax). Un premier single, intitulé My Screen, était sorti le 11 octobre 2010, avec Nicolas Ker.
Le projet musical revient avec la sortie du morceau Six Six Sex, extrait d'un prochain album, intitulé Lucifer is a Flower, lui-même sorti le 12 juin de la même année au label Lo Recordings,.

## Discographie

### Album studio
- 2020 : Lucifer is a Flower (album studio)

### EP
- 1978 : Disco Club (RCA Victor (France), HORS-ST (Italie))| 1. | "H" Friend                | 5:43 |
| 2. | Timing, Forget The Timing | 4:34 |
| 3. | One To Choose             | 4:57 || 1. | We Never Fly Away Again  | 4:53 |
| 2. | Follow Me (Instrumental) | 5:15 |
| 3. | No Regrets               | 5:00 |

- 2004 : Disco Club (réédition)La réédition 2004 a eu quatre éditions :

Royaume-UniRephlex CHAT 146 EP
| 1. | Timing, Forget the Timing | 4:34 |
| 2. | One To Choose             | 4:57 |

| 1. | Follow Me (Instrumental) | 5:15 |
| 2. | No Regrets               | 5:00 |

Royaume-UniRephlex CHAT 146 R
| 1. | Timing, Forget The Timing (128 bpm) (Additional Production and Remix by Kerrier District) | 6:45 |

| 1. | Follow Me (Instrumental) | 5:15 |
| 2. | No Regrets               | 5:00 |

Royaume-UniRephlex CHAT 146 T
| 1. | Timing, Forget The Timing | 4:34 |
| 2. | One To Choose             | 4:57 |

| 1. | "H" Friend | 5:43 |

Royaume-UniRephlex CHAT 146 CD
| No | Titre                                                                                     | Durée |
| -- | ----------------------------------------------------------------------------------------- | ----- |
| 1. | Timing, Forget The Timing (fades out instead of ending abruptly)                          | 4:34  |
| 2. | Timing, Forget The Timing (128 bpm) (Additional Production and Remix by Kerrier District) | 6:45  |
| 3. | We Never Fly Away Again (fades out instead of ending abruptly)                            | 4:53  |